# (464527) 2016 CX13
(464527) 2016 CX13 es un asteroide perteneciente al cinturón de asteroides, descubierto el 8 de enero de 2000 por el equipo Spacewatch desde el Observatorio Nacional de Kitt Peak (Arizona, Estados Unidos).